# Атон (компания)
«Атон» — старейшая российская независимая инвестиционная группа. Головной офис — в Москве.
Основана в 1991 году. В группу входят брокер «Атон», управляющая компания «Атон-менеджмент» и страховая компания «Атон жизнь». Головная компания — АО «Атон Холдинг».

## История
Компания основана в 1991 году под брендом «Атон».
«Атон» является одним из соучредителей ММВБ, НАУФОР и первым среди крупных российских брокеров внедряет комплекс интернет-трейдинга Aton-Line.
В 2002 году компания выступала одним из организаторов первого на российском фондовом рынке IPO ОАО «РосБизнесКонсалтинг».
В 2006—2007 годах часть группы «Атон» была продана итальянской UniCredit за $424 млн.
В 2008 году основан фонд прямых инвестиций группы компаний «Атон» под управлением Aton Capital Partners.
В 2009 году, когда завершилось действие соглашения о не конкуренции с компанией UniCredit, «Атон» открыл 3 новых бизнеса: институциональный брокеридж, корпоративное финансирование, wealth management, а также запустил новые направления: работа с инструментами с фиксированной доходностью (Fixed Income), электронная торговля (DMA).
В 2011 году Aton Capital Partners закрыл сделку по продаже интернет-провайдера Netbynet.
В 2013 году «Атон» приобрел 100 % акций управляющей компании Deutsche UFG Capital Management (ЗАО «ОФГ Инвест»). В результате появился один из крупнейших игроков на рынке управления открытыми и интервальными паевыми фондами с активами 3,8 млрд рублей. Активы под управлением институциональных клиентов (ПФР и НПФ) составили 11,3 млрд руб.
В 2013 году «Атон» участвует в IPO Московской биржи в роли ко-менеджера и проводит SPO QIWI — первое в России SPO иностранных ценных бумаг на Московской бирже.
В 2015 году «Атон» был признан «Инвестиционной компанией года» (премия «Компания года»), а также «Лучшим брокером для частных клиентов» (премия «Финансовая элита России»).
В 2016 году «Атон» представил «Aton Space» — платформу для состоятельных инвесторов.
В 2017 году «Атон» стал «Лучшая брокерская компания для институциональных инвесторов» (премия «Элита фондового рынка») по версии НАУФОР.
В 2017 году «Атон» стал № 1 в рейтинге лучших управляющих активами для миллионеров по версии Forbes.
В 2017 году «Атон» стал лауреатом премии «Финансовый Олимп 2017».
В 2017 году «Атон» стал лауреатом премии SPEAR’S Russia Wealth Management Awards 2017 и победил в номинации «Лучшая инвестиционная компания» в индустрии частного банковского обслуживания и управления крупными состояниями.
В 2020 году «Атон» стал партнером Private Banking банка «Санкт-Петербург». Также «Атон» стал крупнейшим маркет-мейкером биржевых фондов на российском рынке.
В 2021 году агентство Moody’s повысило кредитный рейтинг ГК «Атон» до уровня B1.
В 2021 году агентство Fitch Ratings присвоило ГК «Атон» рейтинг на уровне «B+» с «позитивным» прогнозом.
В 2024 году агентство Эксперт РА присвоило рейтинг кредитоспособности АО «АТОН Холдинг» на уровне ruAA. Прогноз по рейтингу – стабильный.

## Собственники и руководство
Контрольный пакет группы принадлежит её менеджменту:
- основатель и президент Евгений Юрьев — 19,4%;
- председатель совета директоров Андрей Заикин — 40,7%;
- управляющий директор Кирилл Казаков — 39,8%.

Генеральный директор — Андрей Звездочкин. 